# Gamle Telegrafen, Ny-Ålesund
Gamle Telegrafen är ett byggnadsminne i Ny-Ålesund i Svalbard.
Gamle Telegrafen ett envånings trähus, som uppfördes 1918 av  Kings Bay Kull Compani AS som telegrafkontor på brinken vid Kongsfjorden väster om nuvarande Kings Bay Marinlaboratorium. 
Det skadades under andra världskriget och flyttades därefter upp till den andra bebyggelsen i samhället, byggdes ut och omvandlades till familjebostad. 
Telegrafiförbindelse var en viktig samhällsfunktion vid tiden för uppbyggandet av samhället under första världskriget, och huset tillhör därför de äldsta i Ny-Ålesund. Den utrustades med modern utrustning, bland annat Wheatstone-morsemaskiner. Stationen i Ny-Ålesund hade också kontakt via Telegrafverkets 1911 upprättade radiostation Spitsbergen Radio på Finneset vid Grønfjorden. Telegrafstationen kom i världens blickar under de år 1925–1928, när Ny-Ålesund var utgångspunkt för en rad expeditioner för att nå Nordpolen. När Roald Amundsen i maj 1928 försvann i närheten av Bjørnøya under en flygtur från Tromsø till Svalbard för att delta i eftersökningarna efter de nödställda efter luftskeppet Italias haveri vid Nordpolen, bland andra Umberto Nobile, var nödsignaler som uppfattades av Ny-Ålesund Radio det sista som hördes av honom.
Gamle Telegrafen stängdes 1964. Den renoverades 2014 och har gjorts tillgänglig för besökare. Interiören har återskapats till 1960-talsskick och försetts med stationens tidigare utrustning, som överförts från Telemuseets magasin. 